# ستيفن والش (سياسي)
ستيفن والش (بالإنجليزية: Steven Walsh)‏ هو سياسي أمريكي، ولد في 11 سبتمبر 1973. حزبياً، نشط في الحزب الديمقراطي. وقد انتخب عضو مجلس نواب ماساتشوستس.